# Rose Marie Dähncke

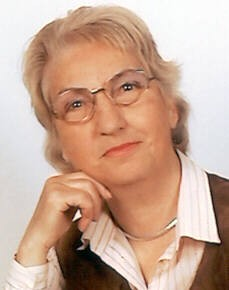
Rose Marie Dähncke, 2000

Rose Marie Dähncke (geborene Kerszebinsky, * 10. Februar 1925 in Lübeck) ist eine deutsche Mykologin und lebt auf La Palma. Ihr botanisch-mykologisches Autorenkürzel lautet „Dähncke“.

## Leben

### Kindheit und Ausbildung (1925–1939)
Rose Marie ist einziges Kind von Hans Ferdinand Heinrich Kerszebinsky, einem Ingenieur für Vermessungstechnik, und Martha Syska. Ihre ersten Kinderjahre verbrachte Rose Marie auf dem Gut ihres Großvaters in Brinsdorf. Anschließend lebte die Familie für einige Jahre in Niederfinow. 1929 zog sie nach Fürstenwalde/Spree, wo Rose Marie die Grund- und Mittelschule besuchte. Ab 1939 absolvierte Dähncke eine zweijährige Ausbildung an der Handelsschule in Berlin, die sie mit dem Diplom als Sekretärin abschloss.

### Beruf und Familie (1939–1953)
Ihre Berufstätigkeit wurde wesentlich durch den Zweiten Weltkrieg beeinflusst: Zunächst arbeitete Dähncke ab 1941 als Sekretärin eines Oberstleutnants beim Pionierpark Fürstenwalde, danach bei einem Hoch- und Tiefbauunternehmer. 1943 musste sie im Alter von 18 Jahren aus dem Führerbunker in Berlin 250.000 Reichsmark für geleistete Arbeiten des Betriebes abholen. Später wurde Dähncke zu einem Schweißerlehrgang in Cottbus verpflichtet und anschließend zur Schweißarbeit eingesetzt. Nach einer Erkrankung wurde sie erneut als Sekretärin beim Oberkommando der Wehrmacht in Fürstenwalde beschäftigt. Ihre Mutter flüchtete mit ihr 1945 nach Lübeck zu Verwandten. Dort erhielt sie 1946 eine Sekretärinnenstelle beim Chef der Hautklinik Lübeck. Fünf Jahre später heiratete sie Friedrich Karl Heinrich Dähncke, Angestellter und späterer Betriebsleiter der pharmazeutischen Fabrik Brunnengräber in Lübeck. 1953 bekamen sie ihre Tochter Sabine Maria.

### Pilze und Emigration (seit 1945)
In Lübeck begann sie im Jahr 1945 mit Hilfe zweier Pilzkenner, dem Pharmazeuten Pawlenka und dem Oberstudienrat Walter Schwedesky, das Studium der Pilze. Nach einigen Jahren Praxis wurde sie von ihren Lehrern zur Pilzberaterin erklärt.
Nach der Scheidung ihrer Ehe ging Rose Marie Dähncke nach Hornberg, wo sie ab 1972 die Schwarzwälder Pilzlehrschau, eine städtische Einrichtung, leitete. Sie legte bei Hans Haas die Prüfung zur Pilzsachverständigen ab und wurde mit der Pilzberatung und Ausbildung von Pilzberatern beauftragt.

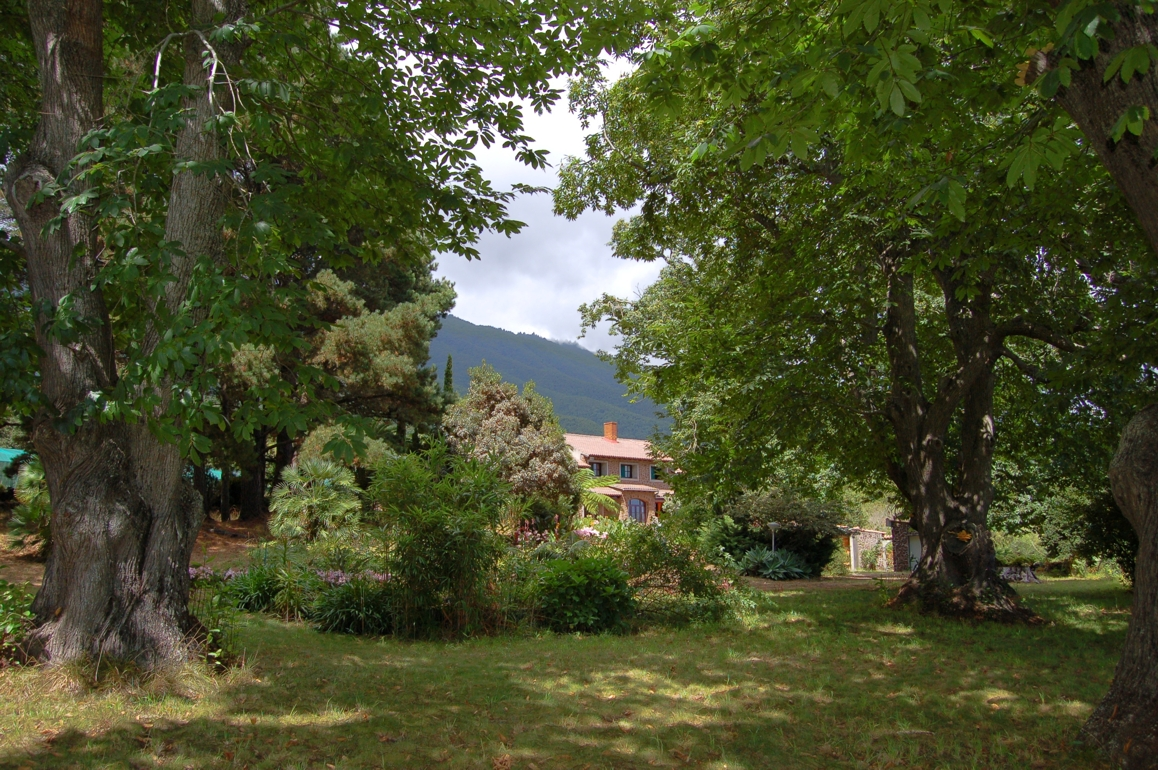
Finca von Rose Marie Dähncke auf La Palma

Als Dähncke mit ihrer Tochter 1979 die Kanareninsel La Palma besuchte, entschieden sie sich, auf die Insel auszuwandern und eine Finca zu kaufen. In der neuen Heimat beschäftigt sich Dähncke weiterhin mit den Pilzen. Zehn Jahre lang, von 1983 bis 1993, führte sie eine Partnerschaft mit Carlos Camprubi, einem Gartengestalter, Orchideen- und Rosenzüchter. Rose Marie Dähncke widmet sich in ihrer Freizeit Orchideen und der Aquarellmalerei; sie hat mehrfach in städtischen Einrichtungen auf La Palma ausgestellt.

## Leistungen

### In Deutschland

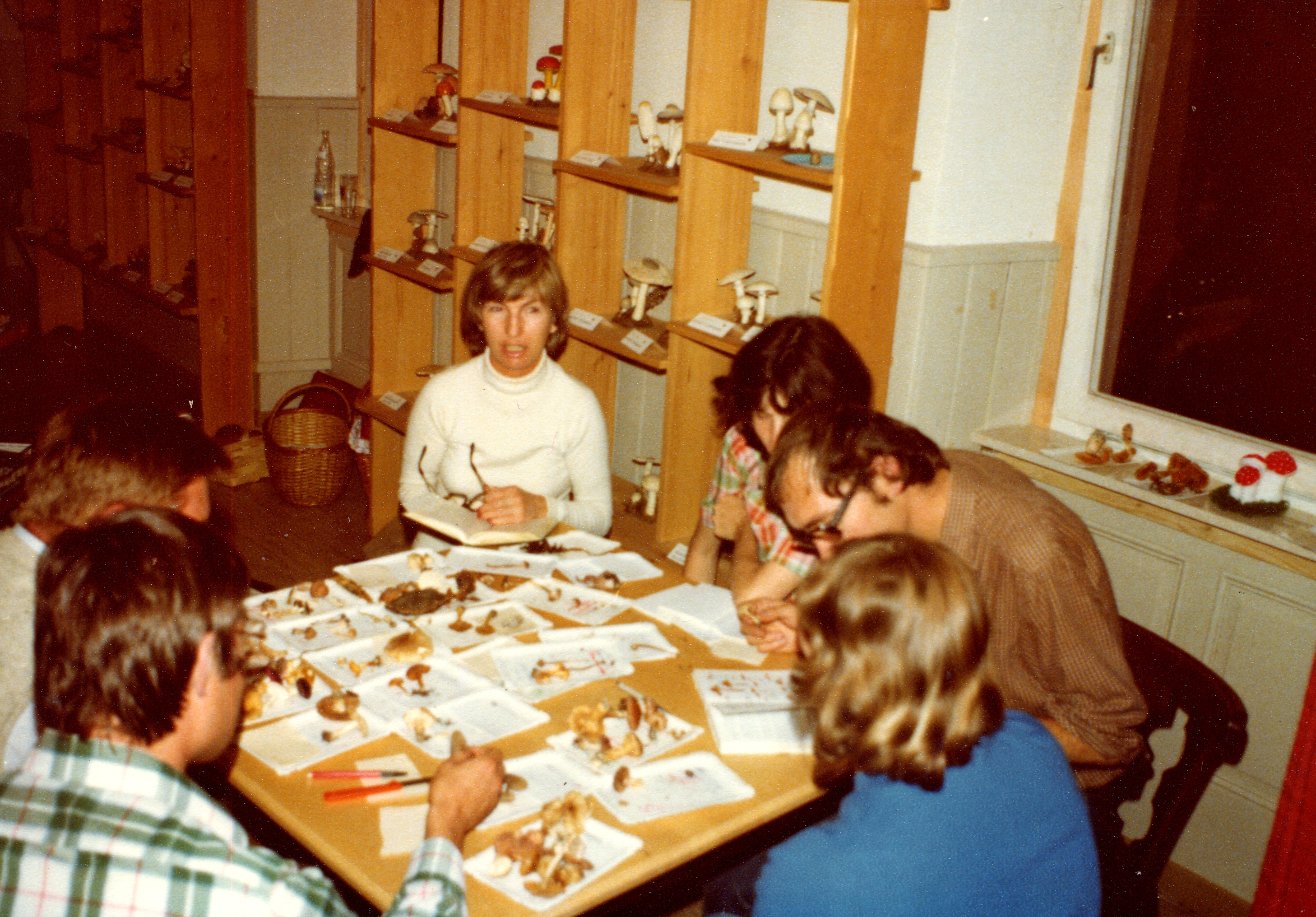
Rose Marie Dähncke bei einer Pilzbesprechung im Lehrraum der Schwarzwälder Pilzlehrschau

Rose Marie Dähncke erweiterte die Schwarzwälder Pilzschau zu einer Lehranstalt, die folglich Schwarzwälder Pilzlehrschau genannt wurde. Sie veranstaltete dort Lehrprogramme, Wochenkurse, Exkursionen und Lichtbildvorträge. Außerdem schulte und prüfte sie im Auftrag der Deutschen Gesellschaft für Pilzkunde (DGfP; heute Deutsche Gesellschaft für Mykologie) über 500 Pilzberater, was über einem Drittel aller damaligen deutschen Pilzberater entspricht.
In den 1970er-Jahren begann Rose Marie Dähncke zu veröffentlichen, zunächst Pilzkompass, dann Pilzsammlers Kochbuch, das erste Kochbuch für Pilze. Fast alle Rezepte sind von ihr. Dähncke war die Erste in Deutschland, die in größerem Rahmen mit der Farbfotografie von Pilzen begann. Ihr Buch 700 Pilze in Farbfotos gilt als Standardwerk. Der später herausgegebene Band 1200 Pilze in Farbfotos wurde fast 100.000-mal verkauft. Von der Stadt Hornberg wurde ihr 1974 im Steinbis ein Stück Wald zur Verfügung gestellt, wo sie als Erste in Deutschland größere Kulturen an Zuchtpilzen anlegte.

### Auf La Palma
Da die Kaufläden in den 1980er-Jahren auf La Palma kaum „deutsche“ Lebensmittel anboten, entwickelten Dähncke und ihre Tochter eigene Rezepte, die in mehreren Kochbüchern veröffentlicht wurden. Mein Inselkochbuch enthält auch erlebte Geschichten.
Auf La Palma wies Dähncke im Laufe der Jahre über 1.300 Pilzarten nach und verfasste das erste Buch über die Pilze auf der Insel. Sie konnte – zusammen mit anderen Autoren – fast 30 neue Arten erstmals beschreiben. Die Arten Entoloma rosemariae, Leucoagaricus rosemariae und Lyophyllum rosae mariae wurden nach ihr benannt. Die Inselregierung wurde auf sie aufmerksam und gab zwei CDs mit Pilzthemen sowie Pilzkurse für die Angestellten der Abteilung Medio Ambiente in Auftrag. Jedes Jahr organisiert Rose Marie Dähncke ein mykologisches Treffen, das von Fachleuten aus zahlreichen europäischen Ländern besucht wird.

## Auszeichnungen
- Goldmedaille der Gastronomischen Akademie Deutschlands für Pilzsammlers Kochbuch
- Ehrenpräsidentin der Sociedad Micológica de La Palma
- Ehrenmitglied der Sociedad Micológica de Gran Canaria

## Veröffentlichungen

### Naturbücher
- Pilzkompass. Gräfe und Unzer, München 1976, ISBN 3-7742-1623-1 (letzte Ausgabe: 5. Auflage. Gräfe und Unzer, München 1985, ISBN 3-7742-1632-0).
- Beerenkompass. Gräfe und Unzer, München 1977, ISBN 3-7742-1625-8 (letzte Ausgabe: 6. Auflage. Everest, 1990, ISBN 84-241-2636-X).
- Was ist was. Tessloff Verlag, Hamburg 1977, ISBN 3-7886-0273-2.
- Wie erkenne ich die Pilze. AT-Verlag, Aarau 1978, ISBN 3-85502-039-6 (unter dem Titel Grundschule für Pilzsammler 1985 neu erschienen; letzte Ausgabe: 5. Auflage. AT-Verlag, Aarau 1996, ISBN 3-85502-230-5).
- Reise in die Pilzwelt. AT-Verlag, Aarau 1979, ISBN 3-85502-051-5.
- 700 Pilze in Farbfotos. AT-Verlag, Aarau 1979, ISBN 3-85502-045-0 (letzte Ausgabe: 7. Auflage. AT-Verlag, Aarau 1989, ISBN 3-85502-045-0).
- Streifzug durch Wald und Wiese. AT-Verlag, Aarau 1981, ISBN 3-85502-106-6 (unter dem Titel Wilde Blumen leicht erkennen AT-Verlag, Aarau 1988, ISBN 3-85502-330-1 – neu erschienen).
- 200 Pilze. AT-Verlag, Aarau 1982, ISBN 3-85502-145-7 (letzte Ausgabe: 6. Auflage, AT-Verlag, Aarau 1995, ISBN 3-85502-145-7).
- Pilze. Ein Silva-Taschenbuch zum Bestimmen unserer Pilze. Silva Verlag, Zürich 1986.
- 1200 Pilze in Farbfotos. AT-Verlag, Aarau 1993, ISBN 3-85502-503-7 (letzte Ausgabe: 2. Auflage. AT-Verlag, 2009, ISBN 3-03800-485-5).
- Las setas en La Palma. Excmo. Cabildo Insular de La Palma und CajaCanarias, 1998, ISBN 84-87664-11-3.
- La Palma: Die Pilze: Pilzführer in 22 Biotope – Las Setas. Guia de setas en 22 biotopos. Konkursbuch Verlag Claudia Gehrke, Tübingen 2024, ISBN 978-3-88769-990-1.

### Kochbücher
- Pilzsammlers Kochbuch. Gräfe und Unzer, München 1975, ISBN 3-7742-1621-5 (letzte Ausgabe: 2. Auflage. Gräfe und Unzer, München 1976, ISBN 3-7742-1621-5).
- Schlemmereien aus Wald und Wiese. AT-Verlag, Aarau 1979, ISBN 3-85502-054-X.
- Brot, das jeder backen kann. AT-Verlag, Aarau 1981, ISBN 3-85502-130-9 (letzte Ausgabe: 5. Auflage. AT-Verlag, Aarau 1987, ISBN 3-85502-130-9).
- Das praktische Pilzkochbuch. Gräfe und Unzer, München 1983, ISBN 3-7742-1637-1.
- Mein Inselkochbuch. AT-Verlag, Aarau 1983, ISBN 3-85502-176-7.
- Eiscreme unübertrefflich selbst gemacht. AT-Verlag, Aarau 1983, ISBN 3-85502-163-5.
- Liköre selber machen. AT-Verlag, Aarau 1985, ISBN 3-85502-239-9.

### CDs
- Catálogo de las Setas de La Palma. Excmo. Cabildo Insular de La Palma, 1998.
- Die Pilze in La Palma.
- Die Pilze im Biosphärenreservat Los Tilos.
- Las Setas en la Reserva de Biosfera de La Palma.